# 23 janvier 1959
Le vendredi 23 janvier 1959 est le 23e jour de l'année 1959.

## Naissances
- Christopher Nugee, avocat et juge britannique
- Didier Bourdon, artiste français
- Lindsay Ashford, écrivaine britannique
- Sandra Pisani, joueuse australienne de hockey sur gazon
- Sergueï Kopliakov, nageur soviétique

## Décès
- Daniel B. Cathcart (né le 8 décembre 1906), directeur artistique américain
- Rafael Domínguez (né le 14 février 1883), écrivain mexicain

## Événements
- présentation de ERMA, la première méthode électronique d'enregistrement des lignes comptable aux États-Unis. Un scanner est capable de lire les numéros de compte préimprimés à l'encre magnétique.
- NBA All-Star Game 1959